# Makhtar N’Diaye
Amadou Makhtar N’Diaye (ur. 31 grudnia 1981 w Dakarze) – senegalski piłkarz grający na pozycji pomocnika. Posiada także obywatelstwo francuskie.

## Kariera klubowa
N’Diaye urodził się w Dakarze, a w młodym wieku wyemigrował do Francji. Tam też rozpoczął piłkarską karierę w klubie Stade Rennais FC. W 1998 roku zaczął grać w rezerwach tego klubu, a w 1999 roku stał się członkiem pierwszej drużyny, a 13 października zadebiutował w Ligue 1 w wygranym 5:0 domowym spotkaniu z Sedanem. Natomiast w lutym 2000 zdobył pierwszego gola we francuskiej ekstraklasie, w spotkaniu z Le Havre AC (2:1). W Rennes był na ogół rezerwowym, ale w każdym z sezonów zaliczał przynajmniej jedno trafienie w Ligue 1. W 2001 roku zajął z Rennes 6. miejsce w lidze i latem wystąpił w Pucharze Intertoto. Było to też najwyższe miejsce Senegalczyka za czasów gry w pierwszej lidze Francji. Na sezon 2003/2004 został wypożyczony do grającego w Ligue 2, CS Sedan, jednak nie zdołał wywalczyć z nim awansu do Ligue 1. Latem wrócił do Rennes, ale występował jedynie w rezerwach na boiskach Championnat de France Amateurs, czyli odpowiednika IV ligi.
Latem 2005 roku N’Diaye trafił do Szwajcarii. Został zawodnikiem Yverdon-Sport, w barwach którego rywalizował na boiskach drugiej ligi. W 2006 roku przebywał na testach w szkockim Rangers i ostatecznie latem menedżer Paul Le Guen postanowił podpisać roczny kontrakt z Makhtarem. W trakcie sezonu zawodnik odszedł z zespołu, rozgrywając tylko jedno spotkanie w Scottish Premier League. W sezonie 2007/2008 pozostawał bez przynależności klubowej.
| Sezon   | Klub               | Kraj       | Rozgrywki               | Mecze | Bramki |
| ------- | ------------------ | ---------- | ----------------------- | ----- | ------ |
| 1998/99 | Stade Rennais FC B | Francja    | CFA                     | 1     | 0      |
| 1999/00 | Stade Rennais FC B | Francja    | CFA                     | 12    | 6      |
| 1999/00 | Stade Rennais FC   | Francja    | Ligue 1                 | 12    | 2      |
| 2000/01 | Stade Rennais FC   | Francja    | Ligue 1                 | 16    | 2      |
| 2001/02 | Stade Rennais FC   | Francja    | Ligue 1                 | 11    | 2      |
| 2002/03 | Stade Rennais FC   | Francja    | Ligue 1                 | 19    | 1      |
| 2003/04 | CS Sedan           | Francja    | Ligue 2                 | 24    | 1      |
| 2004/05 | Stade Rennais FC B | Francja    | CFA                     | 10    | 1      |
| 2005/06 | Yverdon-Sport      | Szwajcaria | Challenge League        | 21    | 0      |
| 2006/07 | Rangers F.C.       | Szkocja    | Scottish Premier League | 1     | 0      |
| 2011/12 | La Vitréenne FC    | Francja    | CFA                     | 29    | 0      |
| 2012/13 | La Vitréenne FC    | Francja    | CFA 2                   | 2     | 0      |

## Kariera reprezentacyjna
W reprezentacji Senegalu N’Diaye zadebiutował w 2001 roku. W 2002 roku został powołany przez selekcjonera Bruno Metsu do kadry na Puchar Narodów Afryki 2002 (wystąpił w 3 spotkaniach), a następnie na Mistrzostwa Świata 2002. Na tym drugim był rezerwowym zawodnikiem i nie rozegrał żadnego spotkania. Ogółem do 2003 roku w kadrze narodowej Senegalu rozegrał 14 meczów.